# Geertruida Bosboom-Toussaint

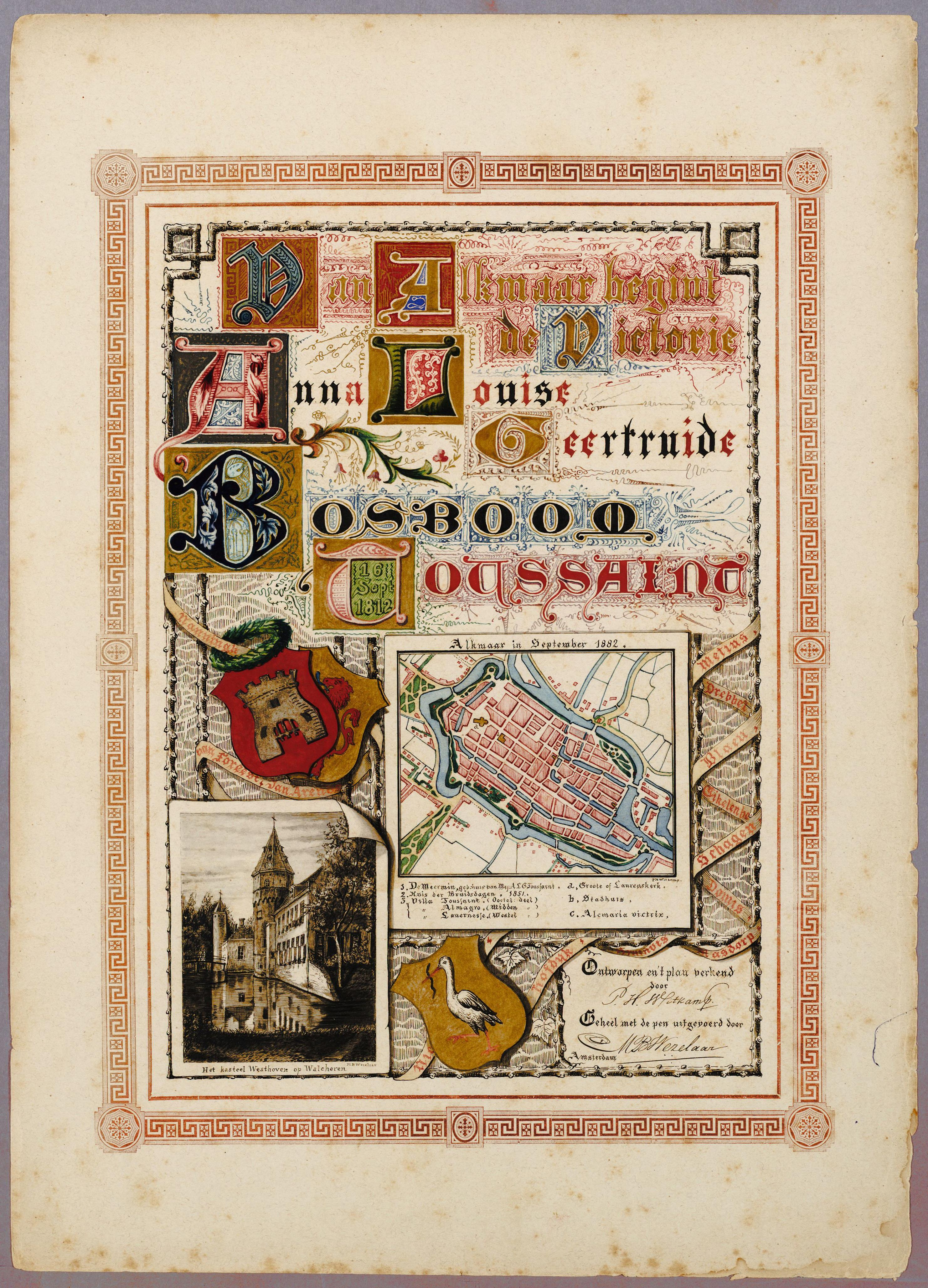
In Alkmaar begint de Victorie. Bijdrage aan het Album van Mevrouw Bosboom-Toussaint van Matthijs Wezelaar en P.H. Witkamp, waarop het geboortehuis en andere belangrijke plekken uit het leven van de schrijfster staan aangegeven.

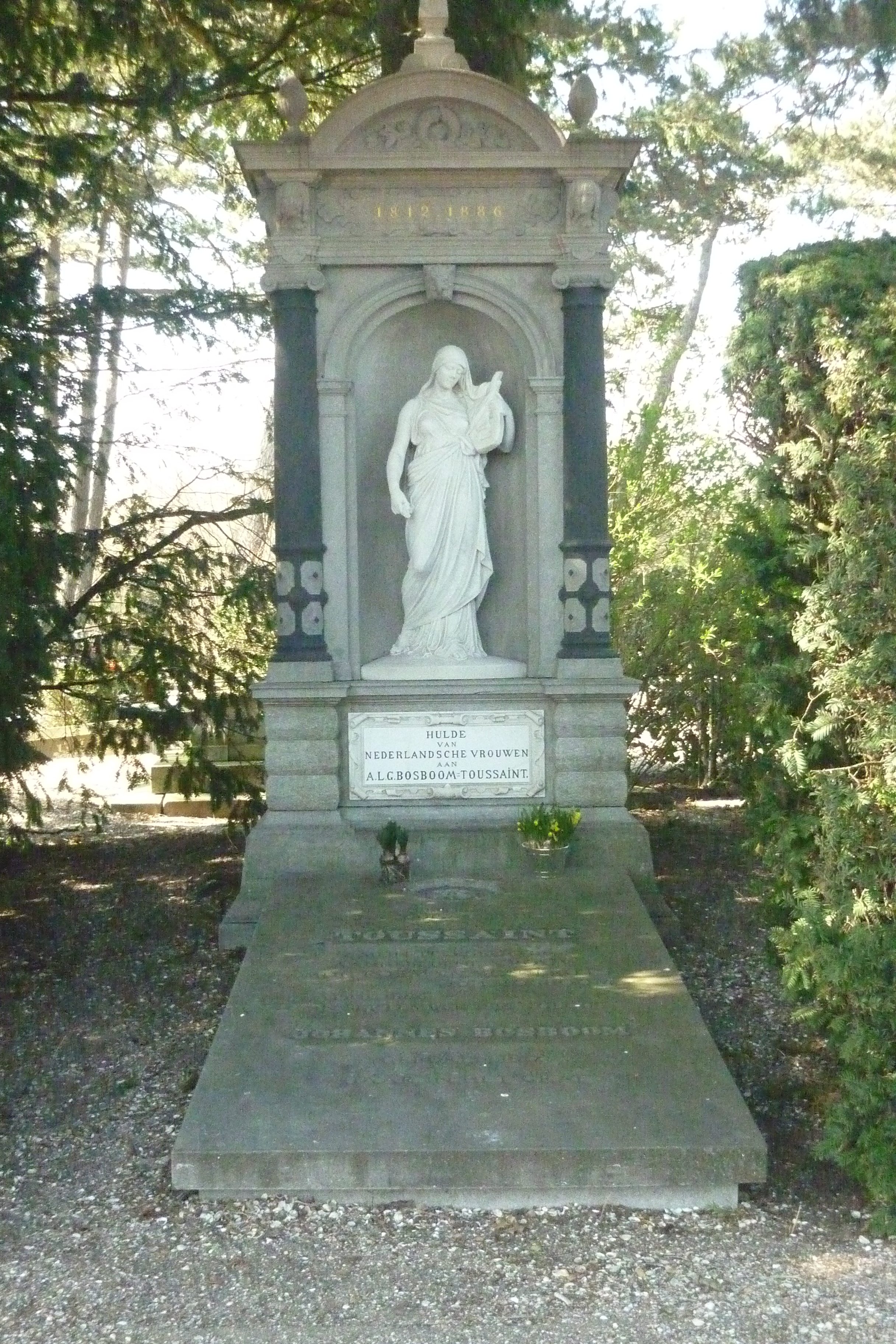
Grafmonument Bosboom-Toussaint

Anna Louisa Geertruida Bosboom-Toussaint (A.L.G. Bosboom-Toussaint) (Alkmaar 16 september 1812 – Den Haag, 13 april 1886) was een Nederlandse schrijfster van voornamelijk historische romans en novellen. Zij introduceerde levensechte, gecompliceerde karakters in de Nederlandse roman. Haar bekendste titels zijn Het Huis Lauernesse (historische roman, 1840) en Majoor Frans (eigentijdse roman, 1875). Vanaf 1840 tot aan haar dood beheerste ze de markt voor historische romans, die op een hoge waardering en een stabiel lezerspubliek konden rekenen.

## Leven
Geertruida Toussaint werd in 1812 geboren te Alkmaar als dochter van Hendrik Toussaint (1783-1859), apotheker en Cornelia Magdalena Cicilia Roquette (ca. 1786-1867). Het huwelijk van haar ouders was moeilijk, er waren financiële problemen en haar moeder, die uit Haarlem kwam, voelde zich niet thuis in het provinciale Alkmaar. Met haar vader kon 'Truitje' Toussaint het goed vinden en samen lazen ze de oude Nederlandse schrijvers zoals Hooft, Huygens en Vondel. Nadat in 1820 haar broertje Johan Daniel Sybrand werd geboren en de verhouding met haar moeder sterk verslechterde, werd ze naar Harlingen gestuurd waar ze in huis kwam bij haar grootmoeder en tantes. In 1828 kwam ze terug naar Alkmaar en deed haar belijdenis in de Nederlands Hervormde Kerk.
Zij legde op 16 april 1833 een examen voor het lager onderwijs af; maar in plaats van onderwijzeres te worden, volgde ze haar roeping in de Nederlandse letteren. Ze verbrak haar langdurige verloving met de invloedrijke literatuurcriticus en filosoof Bakhuizen van den Brink en trouwde pas op latere leeftijd met de kunstschilder Johannes Bosboom. Het huwelijk werd op 3 april 1851 ingezegend in de Grote Kerk van Alkmaar door ds. Johannes Jacobus van Oosterzee. Met haar echtgenoot vestigde ze zich te 's-Gravenhage; het huwelijk bleef kinderloos. 
Mevrouw Bosboom speelde een belangrijke rol in het letterkundige en godsdienstige leven van haar tijd. Naar aanleiding van een polemiek over de liberale theologie, begin jaren '60, raakte ze bevriend met de gevreesde schrijver en criticus Conrad Busken Huet.
In 1882 kreeg de schrijfster ter gelegenheid van haar zeventigste verjaardag een Album aangeboden, waaraan door honderden vrienden en bewonderaars is bijgedragen in de vorm van proza, felicitaties en persoonlijke boodschappen, aquarellen, foto's, kalligrafie, muziekstukken en naaldwerk.
De schrijfster stierf in 1886, hetzelfde jaar waarin ook Busken Huet overleed en ligt begraven op de Algemene Begraafplaats Kerkhoflaan in Den Haag. Aan het hoofdeinde werd in 1887 namens "de Vrouwen van Nederland' een monument in neorenaissancestijl geplaatst. De weduwnaar werd in 1891 bijgezet.

## Werk
Geertruida Bosboom-Toussaint wordt gerekend tot de beste Nederlandse auteurs van de 19e eeuw. In de tekening en ontwikkeling van haar karakters is de invloed van de Engelse romantiek merkbaar, in bepaalde plotselinge wendingen in het vertelverloop geregeld ook die van het toneel (zij las graag de dramatische werken van Schiller, Victor Hugo en Racine). Nadat zij grote verwachtingen had gewekt met haar romans Almagro (1837) en De graaf van Devonshire (1838), zocht ze op aanraden van de zeer invloedrijke Gids-redacteur Potgieter haar onderwerpen voortaan in de vaderlandse geschiedenis. Met Het huis Lauernesse dat van die heroriëntatie het eerste gevolg was, vestigde zij in 1840 voorgoed haar naam. Rond het midden van de eeuw verschenen enkele romans die spelen in de tijd van het onsuccesvolle Engelse ingrijpen in de Tachtigjarige Oorlog onder leiding van de Graaf van Leicester, in de onzekere jaren na de moord op Willem van Oranje (1584). Van de vele historische romans die later nog verschenen verdient vooral het driedelige De Delftsche wonderdokter (1870/1871) vermelding. De schrijfster is echter het meest bekend gebleven door de in haar eigen tijd spelende roman Majoor Frans (1874), de schrijnende liefdesgeschiedenis van een onstuimige jonge vrouw die als jongen is opgevoed en opnieuw haar positie moet zien te bepalen binnen de geslachtsrollen van haar tijd. De roman is tot in onze tijd toe telkens weer herdrukt en, in zekere zin, actueel gebleven. Nog drie andere, late werken spelen overigens in de 19e eeuw zelf: Frits Millioen, Laura's keuze, en Langs een omweg.

## Verhalen en romans
- 1837: Almagro (novelle)[a]
- 1838: De Graaf van Devonshire, Romantische Episodes uit de jeugd van Elisabeth Tudor, Amst.[b][c]
- 1839: Engelschen te Rome, romantische épisode uit de regering van Paus Sixtus V, 2 dln., Amst.[d][e][f]
- 1840: Het huis Lauernesse, 2 dln., Amst.[g][h] 10e dr. 1885, in het Frans vertaald Parijs 1887
- 1842: Eene kroon voor Karel den Stoute[i][j], Amst. 6e dr. 1886
- 1842: De hertog van Alba, enz.[k]
- 1842: Iwein van Aelst (1128) (door Ph. Blommaert); Het blijspel van Mevrouw de Caumartin (door A.L.G. Toussaint)[l]
- 1843: Verspreide verhalen van A.L.G. Toussaint bijeenverzameld, Amst. Bevat: De echtgenooten van Turin ; Lord Edward Glenhouse ; Almagro ; Het blijspel van de markiezin de Caumartin[m][n]
- 1842: Ximenes - Alba - Orsini. Drie Novellen uit Spanje, 2 dln., Amst.[o]
- 1846: Negen novellen van A.L.G. Toussaint[p]. Bevat: De doopzusters; Het sterven van burgemeester Hooft; Het kanten bruidskleed; De tweelingen van Malta; Een vader; Eene moeder; Het model van Pierre Mignard; Vergelding; De man uit het bidvertrek
- 1845-1846: De Graaf van Leycester in Nederland, 3 dln., Amst.[q][r][s]. Vertaald als: Graf Leicester und die Engländer in Holland, historischer Roman, 1851[t]
- 1847: Diana, Amst.[u]
- 1848: Mejonkvrouwe De Mauléon, 's Hage.[v]
- 1848: Fantasien in December 1848[w]
- 1849: Gedenkschrift van de inhuldiging des Konings Willem III binnen de hoofdstad des rijks, 12 Mei 1849, Haarl.[x]
- 1849: Het huis Honselaarsdijk in 1638, historische novelle, Hist. Nov., 2 dln., Amst.[y][z][aa]
- 1849-'50: De vrouwen uit het Leycestersche tijdvak, 3 dln., Amst.[ab][ac][ad][ae]
- 1850: Moedervreugde en moederlijden, fantasiën, Alkm.[af]
- 1850: Eenige schetsen van A. L. G. Toussaint bijeenverzameld, Amst.[ag]
- 1852: Media-noche : een tafereel uit den Nijmeegschen vredehandel. 1678, 2 dln., Haarl.[ah][ai][aj]
- 1852: Don Abbondio II, Utr.[ak]
- 1854: De Alkmaarsche wees en eenige andere novellen, Amst.[al][am]
- 1854-'55: Gideon Florensz. : hist. rom. episode uit het laatste tydperk van Leycesters bestuur in Nederland, 4 dln., Amst.[an][ao][ap][aq]
- 1856: Historische Novellen, Haarl.[ar]
- 1858: Een Leydsch student in 1593, Amst. Bevat ook: Het kasteel Westhoven in Zeeland[as][at]
- 1860: Graaf Pepoli, de roman van een rijk edelman, 3 dln., Arnh.[au][av][aw][ax]
- 1860: Frits Millioen en zijne vrienden[ay][az]
- 1860: Langs een omweg[ba][bb][bc]
- 1861: De triomf van Pisani, Amst.[bd]
- 1862: De bloemschilderes Maria van Oosterwijk, Leid.[be][bf]
- 1862: De terugkeer van Golgotha, bij de plaat naar Eugène Laville, Amst.[bg]

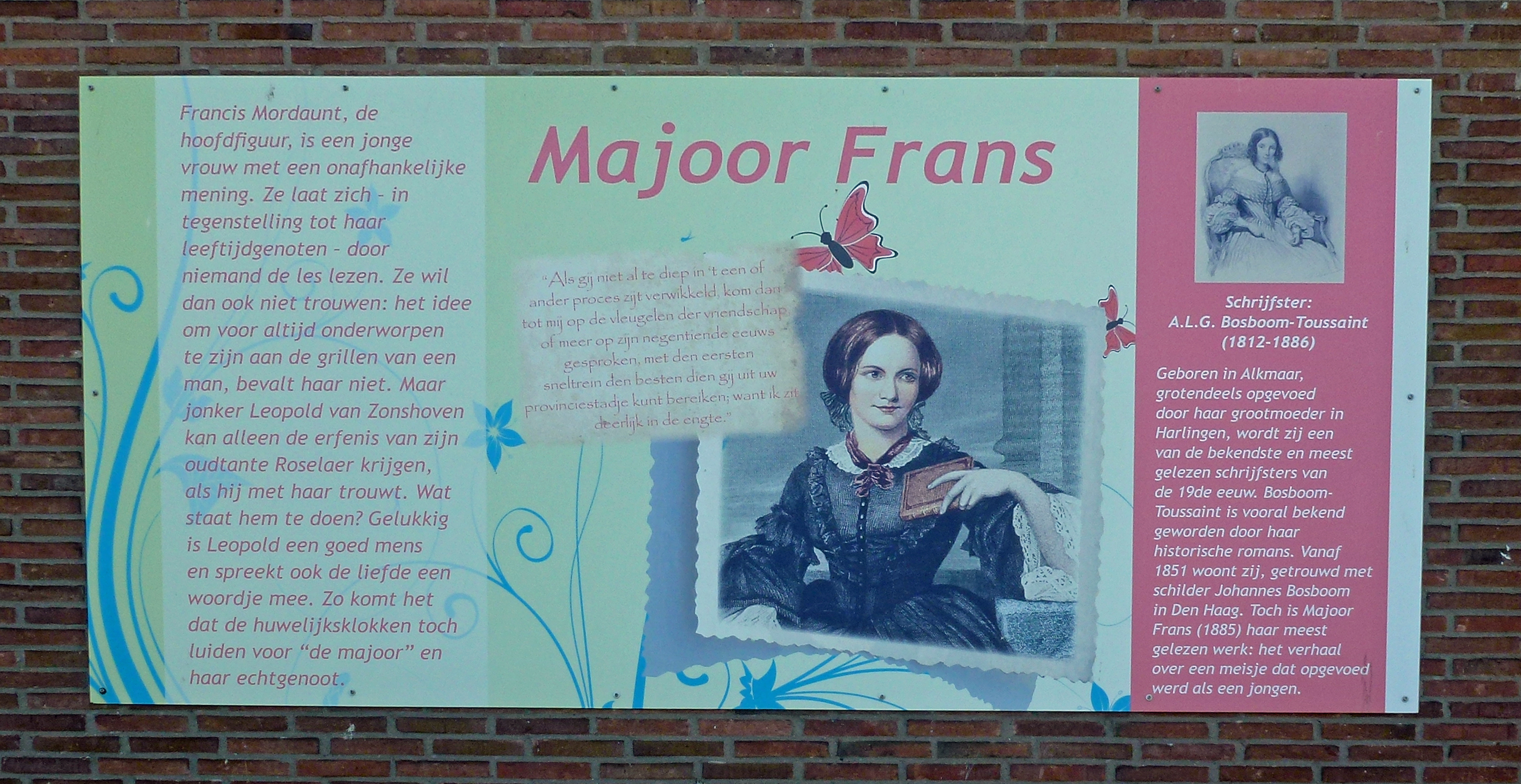
Majoor Frans, gevelpaneel in Gouda

- 1864: Het laatst bedrijf van een stormachtig leven, Amst.[bh]
- 1866: De verrassing van Hoey in 1595, 2 dln., Amst.[bi][bj][bk]
- 1870: De Delftsche wonderdokter, 2 dln., Amst.[bl][bm][bn]
- 1875: Majoor Frans, novelle, Amst.[bo][bp]
- 1880: Raymond de schrijnwerker, novelle in gesprekken, Amst.[bq][br]
- 1937: Gedachten van Mevr. A.L.G. Bosboom-Toussaint, met inleiding uit de nagelaten papieren van wijlen Ds. J.P. Tazelaar[bs]

Enige van haar novellen vonden eerst een plaats in De Gids of in Nederland en andere tijdschriften en jaarboekjes. Voorts gaf Bosboom-Toussaint nog onderscheiden novellen en losse geschriften in het licht, in tijdschriften en jaarboekjes verspreid. Een nieuwe gezamenlijke uitgave van al haar romantische werken verscheen sedert 1884 te 's-Gravenhage.

### Werken
- Majoor Frans Luisterboek en eboek Librivox
- De delftse wonderdokter Ebook en LuisterboekLibrivox

### Studies
- Biografieën, werken en teksten bij de Digitale Bibliotheek voor de Nederlandse Letteren (dbnl)
- Miep Bouvy, Idee en Werkwijze van Mevrouw Bosboom Toussaint. Dissertatie, 1935.
- Annemarie Doornbos, Traditionele verhalen en revolutionaire vertellingen. Tegendraadse elementen in het werk van Geertruida Toussaint. Hilversum: Literatoren, 2013. [bekorte dissertatie over 'genderbewustzijn' e.d.]
- Marita Mathijsen, ‘Door niemand heb ik me ooit laten overheersen: gesprek met Truitje Bosboom-Toussaint (1812-1886)’, in: Idem, De geest van de dichter: elf zogenaamde gesprekken met negentiende-eeuwse schrĳvers en een debat (Amsterdam 1998) 39-49.
- H. Reeser, De jeugdjaren van Anna Louisa Geertruida Toussaint 1812-1851 (Haarlem 1962).
- H. Reeser, De huwelijksjaren van A.L.G. Bosboom-Toussaint 1851-1886 (Groningen 1985) [met opgave van secundaire literatuur tot 1982 in deel 1, 352-355, en deel 2, 454-456, 459].
- Hans Reeser, 'Herdenken en herlezen. Bij de honderdste sterfdag van A.L.G. Bosboom-Toussaint.' In: Literatuur, 1986, 77-83.
- Portret van Anna Louisa Geertruida Toussaint (1812-1886) door Riet Schenkeveld-Van der Dussen in het Digitaal Vrouwenlexicon Nederland
- W. Wijker, 'Mevr. Bosboom-Toussaint haar leven en werken', Alkmaar - Otto de Waal 1912.

- Bibliothèque nationale de France: cb14607653p (data)
- Biografisch Portaal: 35914862
- Digitale Bibliotheek voor de Nederlandse Letteren: bosb002
- Gemeinsame Normdatei: 119054140
- International Standard Name Identifier: 0000 0001 0801 8385
- Library of Congress Control Number: n82254732
- Nationale Bibliotheek van Tsjechië: kup19970000009877
- Nationale bibliotheek van Australië: 35590769
- Nederlandse Thesaurus van Auteursnamen: 068688830
- LIBRIS: 226697
- SNAC: w68p99r6
- Système universitaire de documentation: 086115367
- Trove: 1006556
- Virtual International Authority File: 74654708
- WorldCat: E39PBJdmpd9fFyJFVXCjGFCbBP